# Microgénobiome
Le microgénobiome est une notion qui élargit celle de microbiome, niche écologique de microorganismes et de virus, à des éléments génétiques :
- particules virales ;
- éléments viraux endogènes[1].